# Нико Роловић
Нико Роловић (Горњи Брчели, Бар, 10. октобар 1908 — Прекорница, Цетиње, 31. октобар 1941), учесник Народноослободилачке борбе, и народни херој Југославије.

## Биографија
Родио се у месту Горњи Брчели код Бара, 10. октобра 1908. године у сељачкој породици. Основну школу је завршио у родном месту, нижу гимназију у Бару, а више разреде гимназије у Цетињу. У Београду је завршио Правни факултет 1934. године, а затим се запослио као судски приправник у Окружном суду у Цетињу. Након повратка са студија бавио се политиком. Радио је у пленуму Радничко-сељачке странке са цетињски срез. Од КПЈ је добијао одговорне задатке и захваљујући својим активностима постао је члан 1940. године. Током исте године долази до поделе унутар партије на Цетињу, али је долазак Роловића на место секретара комитета успео да поправи стање.
На дужности секретара МК Цетиње остао је до 12. септембра 1941. године, јер је преузео дужност секретара за срез барски 23. септембра 1941. године. Стање у Бару је било веома тешко, јер је велики број чланова партије пао у руке окупатора. Роловић је успео да среди стање у партији и да оснује војну јединицу спремну за герилско-диверзантске акције на територији среза. Погинуо је 31. октобра 1941. године у близини села Прекорнице од руке Војске Краљевине Југославије.
Указом председника ФНР Југославије Јосипа Броза Тита, 10. јула 1953. године, проглашен је за народног хероја.